# Veteli
Veteli [ˈvɛtɛli] (schwedisch: Vetil) ist eine Gemeinde im Westen Finnlands mit 2946 Einwohnern (Stand 31. Dezember 2022). Sie liegt in der Landschaft Mittelösterbotten, 54 Kilometer südöstlich von Kokkola. Nachbargemeinden von Veteli sind Kaustinen im Norden, Halsua im Osten, Perho im Südosten, Vimpeli im Süden, Lappajärvi im Südwesten sowie Evijärvi und Kronoby im Westen. Die Gemeinde ist einsprachig finnischsprachig.
Zum Gemeindegebiet von Veteli gehören die Dörfer Aho, Alaspää, Haapala, Haapasalo, Heikkilä, Haukilahti, Isokylä, Kalliojärvi, Nykänen, Patana, Polso, Pulkkinen, Rytiniemi, Räyrinki, Sillanpää, Siponkoski, Torppa, Tunkkari und Yliveteli.
Die Landschaft am durch Veteli fließenden Perhonjoki-Fluss ist offiziell als kulturgeschichtlich wertvolles Ensemble anerkannt worden. Eine weitere Sehenswürdigkeit der Gemeinde ist die 1839 fertiggestellte Holzkirche. Außerdem ist Veteli für die Rennstrecke Kemora Circuit bekannt, auf der seit 1983 nationale Motorsportveranstaltungen stattfinden.

## Wappen
Beschreibung: In Silber ein blauer Pfahl belegt mit einer Kantele.

## Persönlichkeiten

### Söhne und Töchter der Stadt
- Paavo Kotila (1927–2014), Langstreckenläufer
- Hannu Taipale (* 1940), Skilangläufer
- Esko Aho (* 1954), Politiker
- Juha Sipilä (* 1961), Politiker
- Leea Klemola (* 1965), Schauspielerin, Regisseurin und Dramatikerin
- Kuisma Taipale (* 1970), Skilangläufer
- Kalle Lassila (* 1985), Skilangläufer

### In Veteli verstorben
- Pehr Henrik Nordgren (1944–2008), Komponist